# Ulsterský obranný pluk

Znak pluku

Ulsterský obranný pluk (anglicky Ulster Defence Regiment, zkr. UDR) byl pěchotní pluk britské armády založený v roce 1970 a rozpuštěný v roce 1992. Jeho oficiální úkolem byla "obrana života a majetku v Severním Irsku proti ozbrojeným útokům nebo sabotážím", ale na rozdíl od jednotek z Británie nikdy nebyl použit ke zvládnutí davu nebo vykonávání pořádkových povinností ve městech.Šlo o největší pěší pluk v britské armádě, který byl tvořen ze 7 praporů a další 4 se přidaly v průběhu dvou let.
UDR se skládal většinou z dobrovolníků na částečný úvazek až do roku 1976, kdy byla přidána i služba na plný úvazek. Nábor v Severním Irsku probíhal v době vnitřních sporů.
Někteří členové UDR (hlavně ulsterští protestanti) byli obviněni ze sektářství. Pluk byl původně zamýšlen, aby odrážel demografii Severního Irska a začal rekrutovat katolíky, kteří tvořili 18% jeho vojáků. Do roku 1972 tento počet klesl z různých příčin na 3%. Pluk byl pod trvalou, nesrovnatelně výraznější kritikou než jiné jednotky britské armády.
Tento pluk byl v britské armádě jediný, který byl v aktivní službě po celou svou 22letou existenci. Byl to také první britský pluk, který do své struktury začlenil i ženy.
V roce 1992 byl pluk sloučen s královskými irskými jezdci a vznikl tak Královský irský pluk.